# Seymour Etienne Bottex
Seymour Etienne Bottex (24 décembre 1920 - 16 mai 2016) était un peintre haïtien.

## Biographie
Né à Port-Margot, dans le nord d'Haïti, Seymour et son frère Jean-Baptiste sont les descendants des Généraux haïtiens de l'Indépendance du Nord - Raimond de Bottex, et son fils Narcéus Bottex (XVIIIè et XIXè siècles).
Seymour a travaillé comme photographe jusqu'en 1955, lorsque son frère aîné Jean-Baptiste l'a encouragé à commencer à peindre . Il rejoint le Centre d'Art en 1961, puis la galerie d'Issa El-Saieh à Port-au-Prince en 1969  .
Dans les années 1980, il s'installe aux États-Unis, mais reste fidèle à la Galerie Issa jusqu'au décès de son fondateur en 2005.
Ses peintures, mêlant des thèmes humoristiques, historiques et bibliques, sont exposées dans le monde entier et souvent vendues aux enchères chez Sotheby's à New York. Il est considéré comme l'un des meilleurs peintres naïfs haïtiens et ses peintures murales de la cathédrale épiscopale de la Sainte Trinité à Port-au-Prince sont considérées comme la réalisation la plus importante de l'art moderne haïtien.
Des tableaux de Seymour Etienne Bottex ont été vendus par les Amis de HAS Haiti pour récolter des fonds pour l'Hôpital Albert Schweitzer Haiti, situé à Deschapelles.